# Дэниэлс, Дэвид
Дэвид Дэниэлс (англ. David Daniels; родился 12 марта 1966, Спартанбург, Южная Каролина, США) — американский оперный певец (контратенор).

## Биография
Родители — преподаватели вокала. В детском возрасте пел как сопрано, затем — как тенор. Учился в музыкальном колледже при Консерватории Цинциннати. Недовольный своими успехами тенора, переучился на контратенора в Мичиганском университете под руководством тенора Джорджа Ширли. Дебютировал в 1992 году. В 1997 году получил престижную премию музыкального фонда Ричарда Такера. В 1999 году впервые спел на сцене Метрополитен-оперы партию Секста в «Юлии Цезаре» Генделя (позднее исполнял также роль Цезаря в этой опере).

## Репертуар
Позже выступал во многих генделевских операх — Партенопея (Арзас), Тамерлан (заглавная партия), Ксеркс (Арсамен), Ринальдо (заглавная партия), Орландо (заглавная партия), Саул (Давид), Роделинда (Бертаридо), Радамист (заглавная партия), также спел партию Ликаса в оратории Генделя Геркулес и Дидима в его оратории Феодора.
Среди других ролей певца — Оттон и Нерон в Коронации Поппеи Монтеверди, Тамерлан в Баязете и Роберто в Гризельде Вивальди, Орфей в Орфее и Эвридике Глюка, Фарнак в Митридате Моцарта, Оберон в опере Бриттена Сон в летнюю ночь. Выступал в Рождественской оратории и Страстях по Иоанну Баха, пел в кантатах Алессандро Скарлатти, в Stabat Mater Перголези. В концертах исполняет произведения Бетховена, Берлиоза, Шуберта, Гуно, Форе, Равеля, Пуленка.

## Творческие контакты
Выступал с такими дирижёрами и режиссёрами, как Роджер Норрингтон, Кристоф Руссе, Эндрю Дэвис, Джеймс Ливайн, Бернар Лабади, Эммануэль Аим, Роберт Карсен, Питер Селларс, Фабио Бьонди. Пел вместе со Сьюзен Грэм, Чечилией Бартоли, Магдаленой Кожена, Доротеей Рёшман.

## Личная жизнь
Является открытым гомосексуалом. 21 июня 2014 года членом Верховного суда США Рут Бейдер Гинзбург был зарегистрирован его брак со Скотом Уолтерсом (англ. Scott Walters).